# Pseudanophthalmus sylvaticus
Pseudanophthalmus sylvaticus är en skalbaggsart som beskrevs av Barr. Pseudanophthalmus sylvaticus ingår i släktet Pseudanophthalmus och familjen jordlöpare. Inga underarter finns listade i Catalogue of Life.